# كنيسة العالم المسيحي

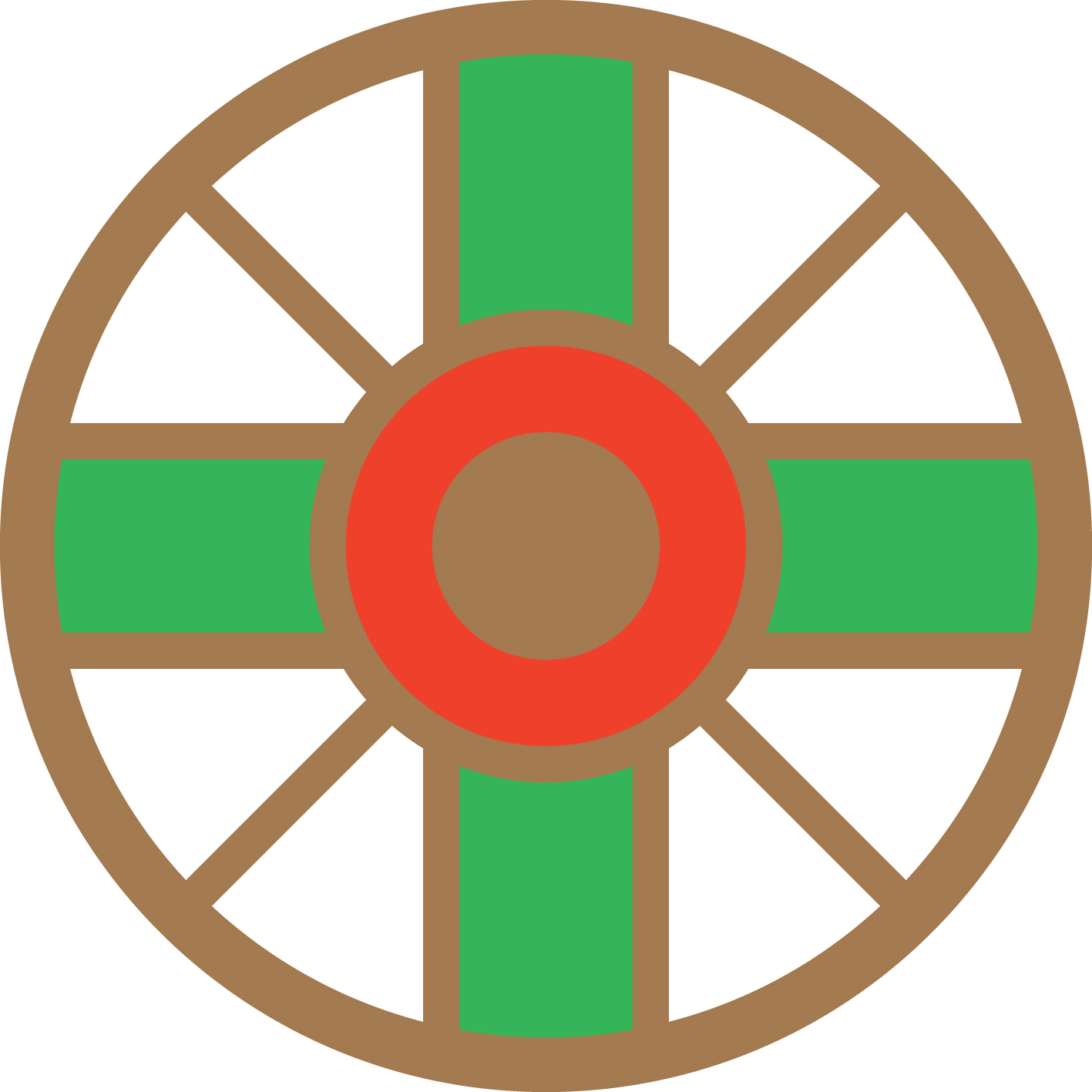
شعار الدين

كنيسة العالم المسيحي هي كنيسة جديدة أسست عام 1935 في اليابان, ويطلق عليها بالياباني اسم (世界救世教, سيكاي كيوساي كيو). وقد تأسست الديانة الجديدة على يد موكيتشي أوكادا (1882-1955). وهي تتمركز حول مبدأ الجنة على الأرض, أو كما يقال عنها باليابانية (浄霊, جوراي), وهي طريقة التواصل مع الله من خلال استيعاب ضوء الله في جسد شخص آخر, لغرض الشفاء.

## في البرازيل
تعتبر البرازيل أكبر تجمع لذو أصول يابانية في العالم, خارج اليابان. ووفقاً لهيدياكي ماتسووكا, من جامعة كاليفورنيا, في عرض له في مؤتمر الدراسات الآسيوية عام 2000, فإن كنيسة العالم المسيحية (ماسينيتي Messianity), انتشرت في البرازيل في أوائل أعوام 1930, وتمكنت من الانتشار خارج الإثنية اليابانية بمليون تابع, وتمكنوا حتي من إنشاء كنائسهم الخاصة في محيط ريو دي جانيرو.

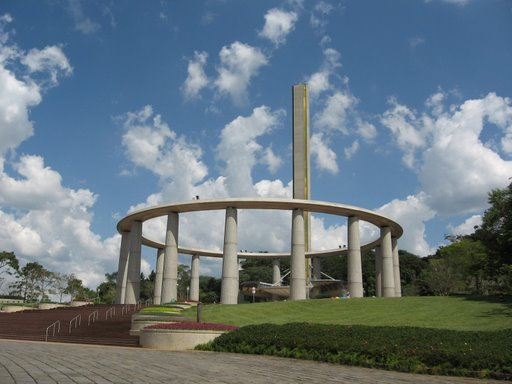
كنيسة العالم المسيحي بـغوارابيرنغا

## مواقع خارجية
- Sekai Kyusei Kyo IZUNOME
- Izunome Association, USA
- Igreja Messianica Mundial do Brasil
- Sacred Temple of Guarapiranga
- Shumei
- Johrei